# Микроомметр
Микроомметр — разновидность омметра, служащего для определения активного электрического сопротивления. Предназначение микроомметра — измерения сопротивлений величиной менее чем 1 мОм.

## Назначение
Микроомметры разнообразных марок служат для определения параметров электрических цепей, сопротивлений контактов на выключателях различного типа — болтовых, паяных и др. на объектах электрохозяйства. При помощи этих устройств проводится тестирование двигателей, моторов, трансформаторов, выключателей, разъединителей.
Устройства используются на предприятиях, связанных с энергетикой, электростанциях и подстанциях и в сфере электротранспорта. Применение этих устройств дает возможность не только определить качество соединений в электрических цепях, но и выявить дефекты и посторонний металл, которые имеются в слитках (к примеру, разница в сопротивлении золота и вольфрама).
По принципу применения эти устройства разделяются на следующие типы:
- щитового типа;
- лабораторного применения;
- переносные приборы.

## Принцип работы
По своему устройству микроомметры разделяются на два типа:
- магнитоэлектрического принципа: действие таких приборов, основывается на измерениях с использованием магнитоэлектрического амперметра;
- электронного принципа действия: аналоговые, которые используют для работы операционный усилитель и цифровые, в которых информация, попадающая с измерительного моста на устройство управления, передается на блок индикации.

Цифровые микроомметры, позволяющие с высокой точностью измерять малые значения сопротивлений, имеют жидкокристаллический экран, индикацию, позволяющую определить уровень зарядки. Их преимущества:
- есть возможность проверки непрерывности заземления и качества всех соединительных контактов;
- предусмотрен автоматический, непрерывный и нормальный запуск;
- высокая память;
- устойчивость к помехам;
- определение разряда индуктивности, который осуществляется в автоматическом режиме по окончании измерений;
- способность передачи данных на компьютер.